# Addanc
Das Addanc [ˈaðaŋk] ist ein Seeungeheuer, welches ursprünglich aus der walisischen Mythologie stammt, jedoch auch im keltischen und britischen Volkstum bekannt ist. Es existieren mehrere Synonyme für das Wesen, wie etwa Afanc [ˈavaŋk] (wohl das gebräuchlichste), Addane, Adanc, Avanc, Abhac und Abac.

## Erscheinung und Verhalten
Ein einheitliches Bild der Kreatur existiert nicht, jedoch wird sie generell als entweder einem Krokodil, einem Biber oder einem Zwerg ähnlich beschrieben; in manchen Fällen wird sie für eine Art Wasserdämon gehalten. Auch herrschen Uneinigkeiten über ihre bevorzugte Heimstatt; es soll entweder in Llyn Llion, Llyn Barfog, in der Nähe der Brynberian Bridge oder im See Llyn yr Afanc bei der Stadt Betws-y-Coed in Nordwales leben, der letztgenannte See trägt seinen Namen in Bezug auf das Wesen.
Das Addanc wird als ein bösartiges Monster charakterisiert, welches, wie die meisten Seeungeheuer, jeden attackiert, der töricht genug ist, seinen See zu durchschwimmen oder auch nur ins Wasser zu fallen. Es besitzt eine sehr starke Haut, was es sehr schwer, wenn nicht gar unmöglich macht, es mit herkömmlichen Waffen zu verletzen.

## Variationen der Legende
Einer Fassung einer Addanc-Legende zufolge, die von Edward Williams eingebracht wurde, verursachte die Verwüstung, die das Addanc anrichtete, Fluten, welche die gesamte Bevölkerung Britanniens ertrinken ließen, bis auf die beiden Menschen Dwyfan und Dwyfach, von denen dann die späteren Einwohner der britischen Inseln abstammen sollten. Einer anderen Fassung von Williams zufolge wurde das Addanc von den Ochsen des Hu Gadarn aus dem See in Llyn Llion gezogen, und konnte, sobald es nicht mehr im Wasser schwamm, leicht getötet werden.
Von einer anderen Sage wird erzählt, in der eine Jungfrau es bezwang, indem sie es in ihrem Schoß schlafen ließ; sogleich eilten die Dorfbewohner herbei und legten das Untier in Ketten. Als es erwachte, geriet es in Zorn und zerschmetterte rasend das Mädchen, in dessen Schoß es noch immer lag. Am Ende wurde es entweder in den See Cwm Ffynnon gezogen oder aber von Peredur getötet.
In späteren britischen Legenden wird die Tötung der Kreatur entweder König Artus oder Parzival (der Name Peredurs in der Artussage) zugesprochen. In der Nähe von Llyn Barfog in Wales existieren steinerne Abdrücke von Pferdehufen in einem Felsbrocken, der als der „Stein von Artus’ Pferd“ bekannt ist; diese Abdrücke wurden der Erzählung nach von Artus’ Pferd Llamrai erzeugt, wie es das Afanc-Monster aus dem See zog.
Bedd yr Afanc (Das Grab des Ungeheuers) ist das einzige in Wales zu findende Galeriegrab und wird mit Addanc verbunden.